# Roccantica
Roccantica is een gemeente in de Italiaanse provincie Rieti (regio Latium) en telt 625 inwoners (31-12-2004). De oppervlakte bedraagt 16,7 km², de bevolkingsdichtheid is 39 inwoners per km².
De volgende frazioni maken deel uit van de gemeente: Vallecupola.

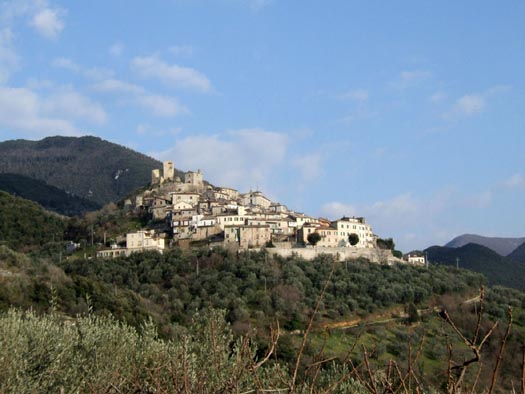
Roccantica
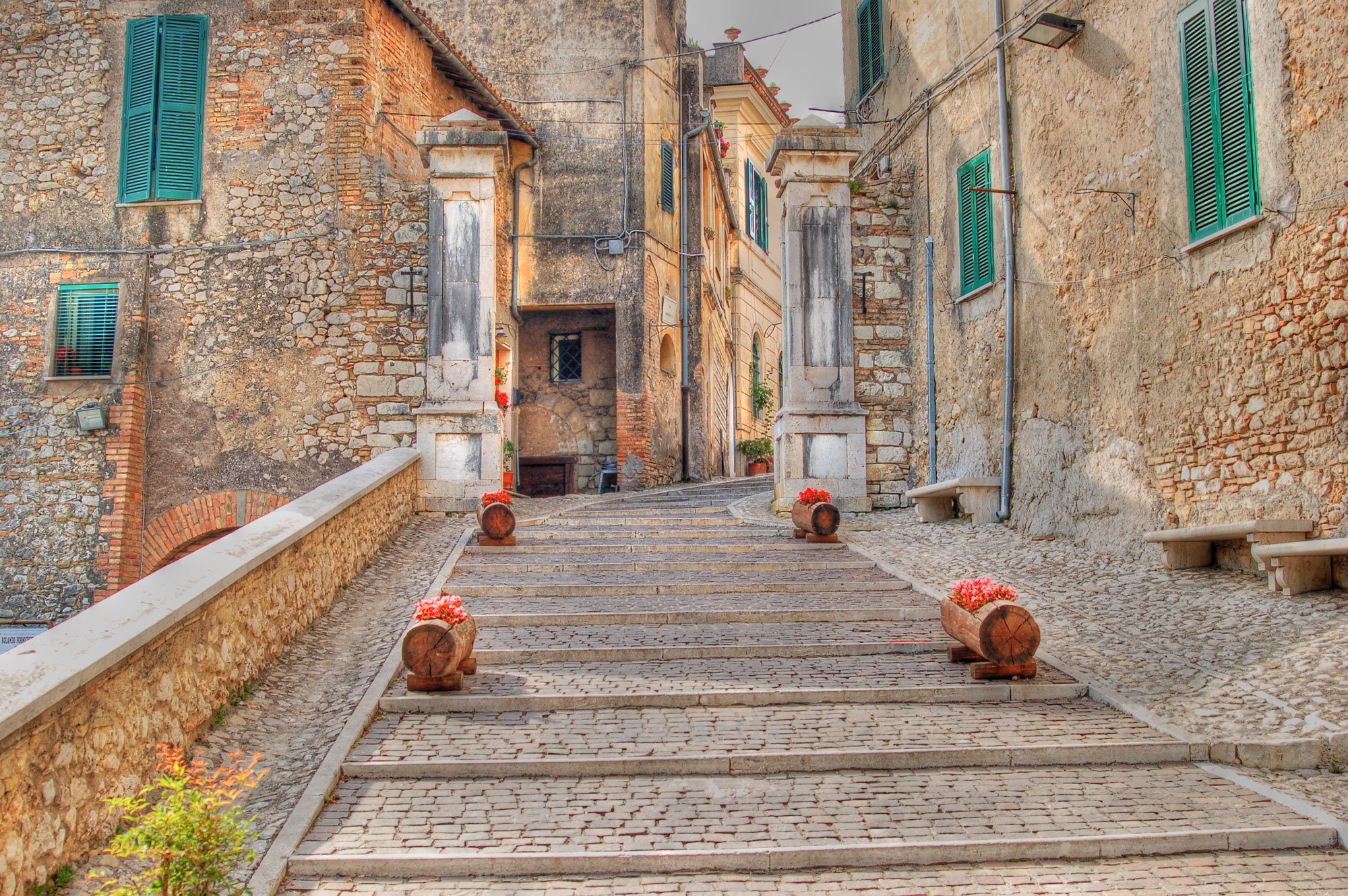
Centrum van Roccantica
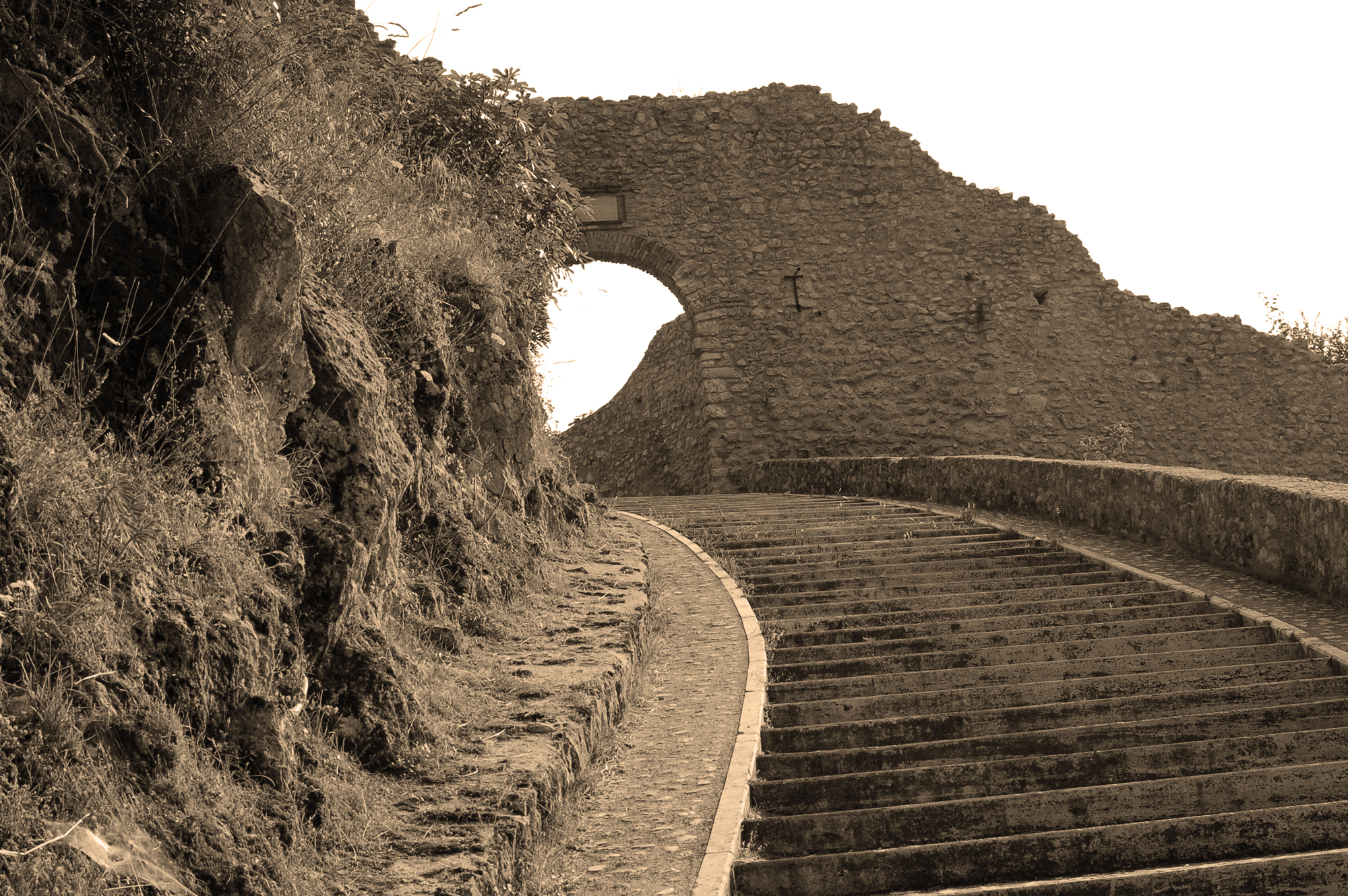
Ruïne bij Roccantica
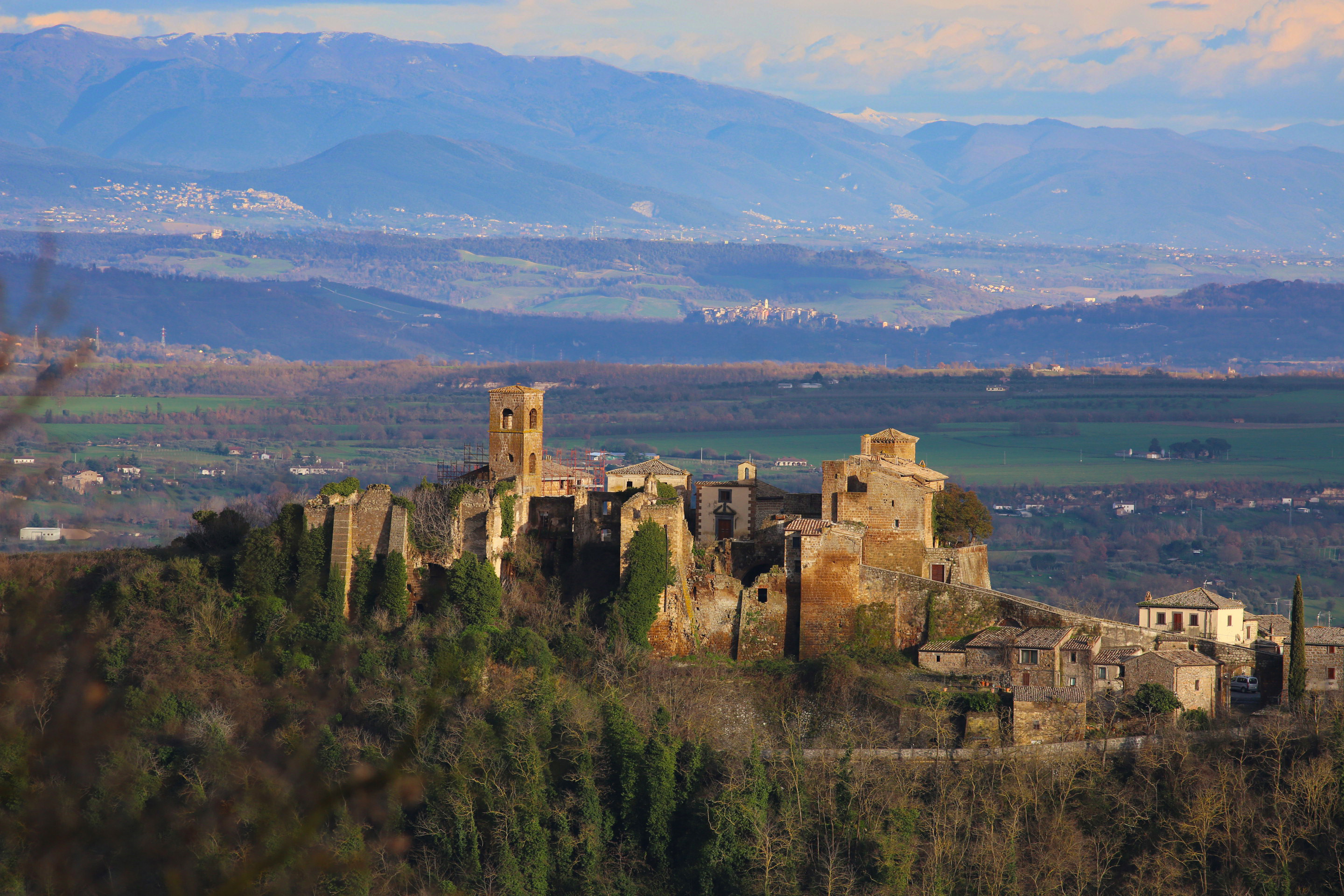
Celleno

## Demografie
Roccantica telt ongeveer 269 huishoudens. Het aantal inwoners steeg in de periode 1991-2001 met 14,9% volgens cijfers uit de tienjaarlijkse volkstellingen van ISTAT.
| Jaar | Inwoneraantal |
| ---- | ------------- |
| 1991 | 549           |
| 2001 | 631           |

## Geografie
De gemeente ligt op ongeveer 457 m boven zeeniveau.
Roccantica grenst aan de volgende gemeenten: Cantalupo in Sabina, Casperia, Monte San Giovanni in Sabina, Poggio Catino, Rieti, Salisano.